# Wola Błędowska (powiat nowodworski)
Wola Błędowska – wieś sołecka w Polsce położona w województwie mazowieckim, w powiecie nowodworskim, w gminie Pomiechówek.
Na terenie wsi znajdował się zakład przetwórstwa surowców wtórnych, w 2018 roku kompleks został zburzony. W sąsiedztwie wsi jest pole golfowe wraz z kompleksem hotelowym "Lisia Polana". 
W latach 1975–1998 miejscowość należała administracyjnie do województwa warszawskiego.